# Cyathula madagascariensis
Cyathula madagascariensis är en amarantväxtart som beskrevs av Alberto Judice Leote Cavaco. Cyathula madagascariensis ingår i släktet Cyathula, och familjen amarantväxter. Inga underarter finns listade i Catalogue of Life.